# 키르히호프의 복사 법칙
키르히호프의 복사 법칙이란 분광분석을 통해 천체의 화학조성과 물리적 상태에 따라 스펙트럼이 달라진다는 것과 관련된 법칙이다.
1. 뜨겁고 불투명한 고체, 액체 또는 극도로 압축된 기체는 연속스펙트럼을 방출한다.
2. 뜨겁고 투명한 기체는 방출선을 방출하며, 방출선 스펙트럼선의 수와 파장은 기체에 있는 원소에 따라 달라진다.
3. 연속스펙트럼의 빛이 온도가 낮고 투명한 기체를 통과할 경우, 이 차가운 기체에 의해 흡수선이 생긴다. 흡수선의 위치와 세기 및 그 흡수선 수는 차가운 기체에 있는 원소에 따라 달라진다.

## 같이 보기
- 빈 변위 법칙
- 슈테판-볼츠만 법칙